# Gaetano Bonanno
Gaetano Maria Bonanno (Siracusa, 27 maggio 1728 – 6 agosto 1806) è stato un vescovo cattolico italiano.

## Biografia
È nato il 27 maggio 1728 a Siracusa, sede dell'allora diocesi omonima.
Ordinato diacono il 27 marzo 1751, è stato ordinato presbitero il 18 aprile successivo.
Il 24 maggio 1802 papa Pio VII lo ha nominato vescovo di Siracusa; ha ricevuto l'ordinazione episcopale il successivo 20 giugno da Francesco Vanni, vescovo di Cefalù.
È morto il 6 agosto 1806 dopo appena 4 anni di governo pastorale della diocesi; è sepolto nella cattedrale di Siracusa.

## Genealogia episcopale
La genealogia episcopale è:
- Cardinale Scipione Rebiba
- Cardinale Giulio Antonio Santori
- Cardinale Girolamo Bernerio, O.P.
- Arcivescovo Galeazzo Sanvitale
- Cardinale Ludovico Ludovisi
- Cardinale Luigi Caetani
- Cardinale Ulderico Carpegna
- Cardinale Paluzzo Paluzzi Altieri degli Albertoni
- Papa Benedetto XIII
- Papa Benedetto XIV
- Papa Clemente XIII
- Cardinale Enrico Benedetto Stuart
- Arcivescovo Francesco Ferdinando Sanseverino, C.P.O.
- Vescovo Francesco Vanni, C.R.
- Vescovo Giovanni Bonanno